# Gate to the East
Gate to the East, también conocido como Gate of the Orient, (en chino tradicional, 東方之門; en chino simplificado, 东方之门; pinyin, dōng fāng zhī mén) es un rascacielos ubicado en Suzhou, Jiangsu, China. Pretende ser una puerta a la ciudad que destaque la importancia de la ciudad en la China actual. El edificio tiene 302 metros de altura, y está situado en el centro del distrito financiero de Suzhou. Es usado principalmente para oficinas y transporte.

## Críticas

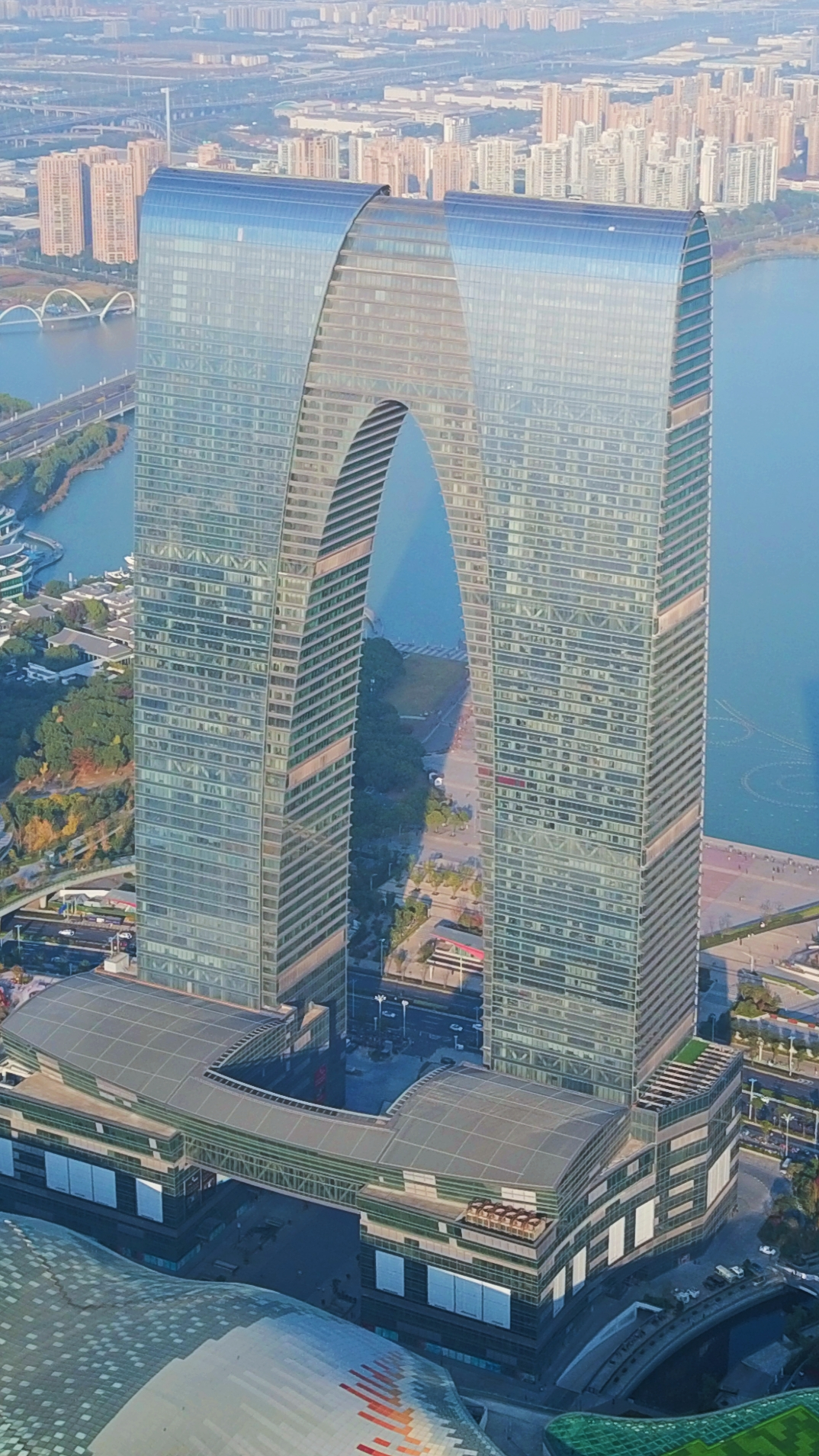
Vista del edificio

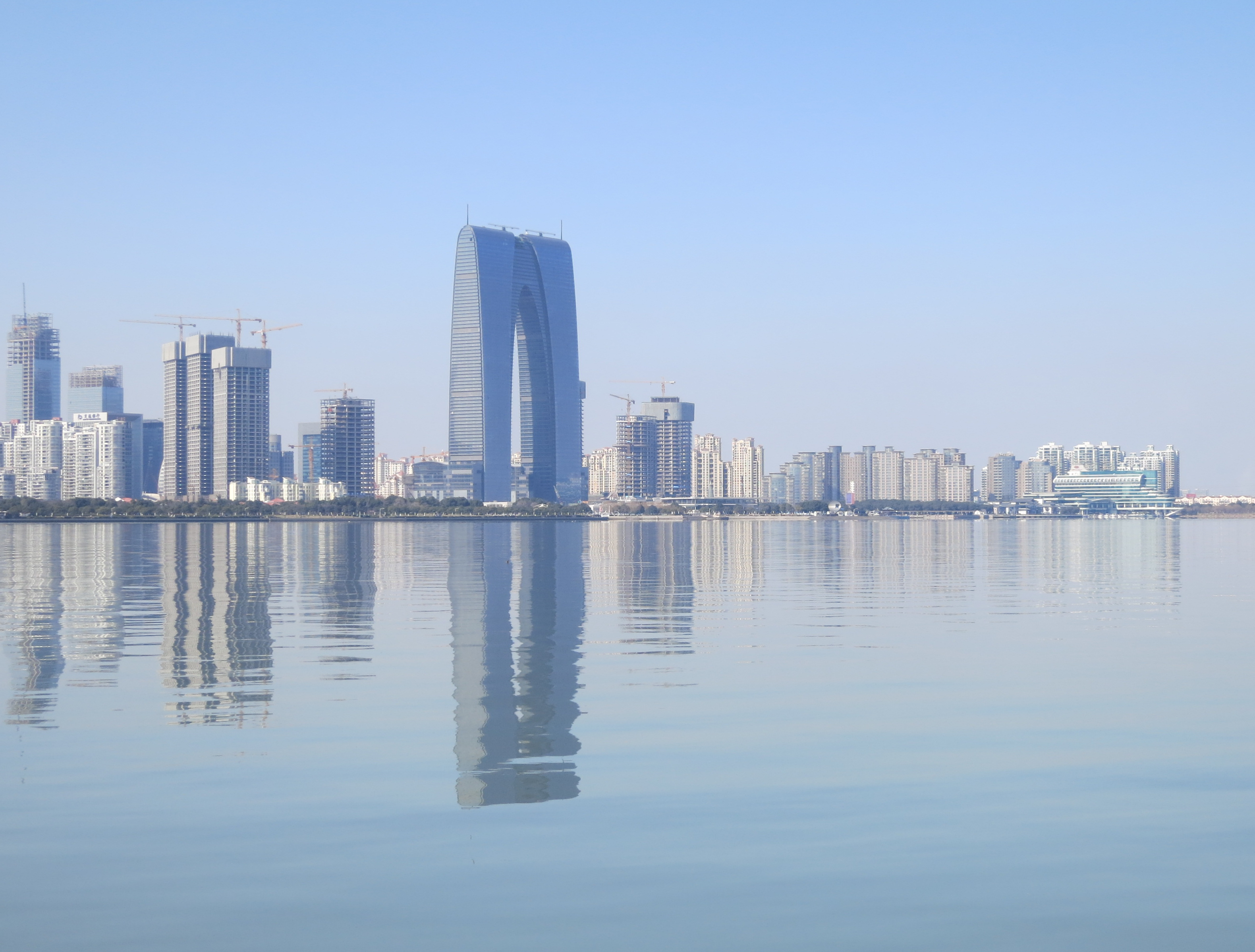
Vista lejana del edificio

Aunque pretende ser una puerta emblemática, Gate to the East ha sido criticada con frecuencia -tanto humorísticamente como en serio- por parecerse a un par de calzoncillos. El Daily Mail se preguntaba: "Triunfos arquitectónicos o solo calzoncillos?", afirmando: "Las últimas superestructuras de China se parecen a un gran par de calzoncillos largos..." El proyecto ha dado lugar a un gran número de parodias en Internet.